# Cystobranchus fasciatus
Cystobranchus fasciatus (Цистобранхус смугастий) — вид п'явок роду Cystobranchus з підродини Piscicolinae родини Риб'ячі п'явки. Інша назва «сомова п'явка». Синонім — Piscicola fasciatus.

## Опис
Загальна довжина становить 7,5 см, завширшки 8 мм. Має величезну задню присоску. У решті не відрізняється від інших видів свого роду.
Колір тіла сірий з фіолетовим відливом, на цьому тлі виділяються широкі темно-сірі поперечні смуги з розмитими краями. Окоподібні плями на тілі розташовані між радіальними пігментними смугами.

## Спосіб життя
Воліє до великих та середніх річок, здатна триматися у сильній течії. Живиться кров'ю риб. Паразитує на сомових, зазвичай великих розмірів. На одному господарі зазвичай присутні до 5—10 цих п'явок. Здатна завдати значної шкоди популяції сомів.

## Розповсюдження
Розповсюджена від ФРН до південно-західних областей Російської Федерації. Також часта в Хорватії, Сербії та Литві. Практично не зустрічається в Чехії, Словаччині та Молдові.